# 张茜 (演员)
张茜（1974年2月18日—）是中国女演员、主持人、歌手，其丈夫为香港艺人张卫健。

## 出道经历
1993年张茜获全国青年歌手“英皇金融杯”电视大奖赛上海赛区优秀奖，并签约天星公司，正式成为一名歌手。于1994年至1996年先后赴香港、日本等地宣传，并在日本与体育明星池谷正雄联合录制单曲《明明白白我的心》，并出版个人单曲《今夜子时说爱你》及《京都幕情》。

## 家庭
张茜与老公张卫健相恋七年，2004年在南京領證（未公開），2007年在北京注册结婚。怀孕七个月的张茜，於2008年初不幸流产。
張茜與張衛健于2009年1月12日在菲律賓舉行婚禮。
張茜是2008年亞姐亞軍顏子菲的表姑姑。

## 音樂作品

### 專辑
- 《明明白白我的心》-日文版
- 《北京慕情》, 又名《北京情話》 - 日文及國語版
- 《午夜信語》, 日版歌名為《書きかけの手紙》
- 《情人酒吧》, 日版歌名為《ふたりで来た場所》(填詞作品)
- 《今晚子時說愛你》-國語版
- 《童年的故事》
- 《单飞的风筝》
- 《我要輕閒》（張茜&張衛健）
- 《我就要失去感覺》
- 《生活就像是一首歌》
- 《天作之合》
- 《等愛》——《奇人奇案》片尾曲﹝與嚴寬合唱﹞
- 《逍遙最好》--《天下無雙》/《吉祥如意》 片尾曲
- 《Start a happy new year》
- 《點解想瘦》
- 《老夫子過聖誕》
- 《我有一個願望》

## 影视作品

### 电视剧
| 首播年份 | 剧名                | 角色                | 合作                                           |
| 1996年   | 慈禧西行            | 三格格              | 张国立、邓婕                                   |
| 1998年   | 霹雳菩萨            | 李巧儿              | 金超群、温兆伦、邵峰                           |
| 1998年   | 戏说华佗            | 白旋机              |                                                |
| 1998年   | 歡喜遊龍            | 小满儿              | 张卫健、张庭、何美钿                           |
| 1998年   | 神捕                | 何仙姑              | 郑少秋、俞小凡、张庭                           |
| 1999年   | 陈梦吉传奇/天王状师 | 柳媚                | 张卫健、吳孟達                                 |
| 2000年   | 武状元苏灿          | 凝露公主            | 谢君豪、樊亦敏、何宝生                         |
| 2001年   | 小寶與康熙          | 沐剑屏              | 张卫健、谭耀文、郑伊健、林心如                 |
| 2001年   | 神探方天謬/敗家仔   | 束一德              | 张卫健、袁咏仪                                 |
| 2001年   | 新楚留香            | 李红袖              | 任賢齊、林心如、黎耀祥、黎姿、張衞健           |
| 2001年   | 庖丁奇谈之佛跳墙    | 阿菊                |                                                |
| 2001年   | 准点出击            | 王芸                | 周杰、高圆圆、黑子                             |
| 2002年   | 齐天大圣孙悟空      | 素素                | 張衛健、梁漢文、葛民輝、李燦森                 |
| 2002年   | 追梦                | 于又菲              | 严宽、吴奇隆                                   |
| 2002年   | 雪花女神龙          | 沈冰心              | 董璇、连凯、乔振宇、孙耀威                     |
| 2002年   | 皇朝太医            | 平常之母(芍药) 客串 | 孙耀威、罗海琼、潘洁                           |
| 2003年   | 武林足球            | 阿饺                | 孙耀威                                         |
| 2003年   | 灵镜传奇            | 门剑秋              | 蔡少芬、于波、杨俊毅、张晋、陈法蓉             |
| 2003年   | 武当1               | 马芝兰              | 焦恩俊、李若彤、严宽                           |
| 2004年   | 仙劍奇俠傳          | 彩依(蝴蝶精)        | 胡歌、刘亦菲、安以轩、刘品言、彭于晏           |
| 2004年   | 伙头智多星          | 敏如                | 张卫健、罗嘉良、吴镇宇                         |
| 2005年   | 欢乐桑田            | 苏起凤              |                                                |
| 2005年   | 星光大道            | 李琳                | 林心如、陈小春、景岗山                         |
| 2007年   | 聊斋2               | 董清荷              | 孙耀威、叶璇                                   |
| 2008年   | 春蚕织梦            | 苏起凤              | 郭晋安、刘晓庆、张晓龙                         |
| 2008年   | 剑行天下            | 萧音                | 沈晓海、邵兵、申银贞                           |
| 2009年   | 红孩儿              | 观音菩萨            | 丁宇佳、陈紫函、郭妃丽                         |
| 2010年   | 聊斋3               | 庚娘                | 杜俊泽、吴廷烨、黄玉荣                         |
| 2010年   | 如此婚姻            | 李宜朵              | 宗峰岩                                         |
| 2012年   | 帝錦                | 雲言(雲賢妃)        | 安七炫、施豔飛、康華                           |
| 2013年   | 笑傲江湖            | 花花(客串)          | 霍建华、袁姗姗、陳喬恩                         |
| 2013年   | 像火花像蝴蝶        | 沈依云              | 江一燕、胡军、王艳                             |
| 2014年   | 古剑奇谭            | 姜离                |                                                |
| 2014年   | 神鵰俠侶            | 裘千尺              | 陳曉、陳妍希、張馨予                           |
| 2018年   | 独孤天下            | 王氏                | 胡冰卿、張丹峰、安以軒、徐正溪、李依曉、應昊茗 |

### 电影
- 2006年，《犀照》（49 Days） 飾 閔惠。
- 2007年，《雙子神偷》飾 李瑤。
- 2012年，《愛神來了》。
- 2013年，《宫锁沉香》飾 宣妃。

## 主持作品
- 安徽衛視時尚美妝節目《美麗俏佳人》

## 代言人
- 2016年 - 2018年: 馬來西亞醫學護膚品牌Magic Glow